# The Old Oak
The Old Oak è un film del 2023 diretto da Ken Loach e sceneggiato da Paul Laverty. 

## Trama
Le vicende narrate hanno luogo nel 2016. In un'ex località mineraria dell'Inghilterra settentrionale ormai in declino, "TJ", il proprietario dell'Old Oak, l'ultimo pub rimasto in città, fatica sempre di più a tenere aperto quello che è ormai uno dei pochi spazi pubblici che restano agli abitanti. Mentre cresce la tensione tra i locali e i rifugiati siriani da poco arrivati in città, TJ fa amicizia con una di loro, Yara. 

## Produzione
Le riprese si sono svolte in vari villaggi della contea di Durham, tra cui Murton, Horden ed Easington. Come location per l'Old Oak è stato utilizzato un pub in disuso a Murton, il Victoria.

## Promozione
La prima clip del film è stata pubblicata online il 15 maggio 2023.

## Distribuzione
Il film è stato presentato in anteprima il 26 maggio 2023 in concorso al 76º Festival di Cannes.

## Accoglienza

### Incassi
Il film ha incassato globalmente 7729788 $.

### Critica
Su Rotten Tomatoes l'82% delle 94 recensioni della critica è positivo, con un voto medio di 7.2/10; su Metacritic il voto medio di 23 critici è di 69/100. Cahiers du Cinéma dedica al film una scheda critica dove, dopo aver presentato "TJ" e Yara quali dissonanti protagonisti all'interno di una realtà caratterizzata da pregiudizi e razzismo, che l'uomo affronta con il disprezzo e la ragazza con la discrezione, valuta come scarso l'approfondimento dei due personaggi centrali che mancano di quelle sfumature che avrebbero meritato. I protagonisti sarebbero ridotti ad essere figure funzionali agenti in situazioni schematiche. Tale semplificazione viene collegata ad altri lavori del regista, quelli dove sarebbero i contesti sociali a rendere perversi individui fondamentalmente sani. La scheda termina con un interrogativo, ovvero quale sarà mai il contesto socio-politico che trascina The Old Oak attraverso tali manipolazioni infantili a quella violenza che esprime.

## Riconoscimenti
- 2023 – Festival di Cannes[5]
  - In concorso per la Palma d'oro
- 2024 – Premio Lumière[11]
  - Candidatura per la migliore coproduzione internazionale